# William Samuel Johnson
William Samuel Johnson, född 7 oktober 1727 i Stratford, Connecticut, död 14 november 1819 i Stratford, Connecticut, var en amerikansk politiker och jurist. Han representerade Connecticut i USA:s senat 1789-1791.
Johnson studerade vid Yale och Harvard. Han inledde sin karriär som advokat i Stratford och var domare i Connecticuts högsta domstol 1772-1774. Han var ledamot av kontinentala kongressen 1785-1787.
Johnson satt som senator i USA:s första kongress. Han efterträddes 1791 av Roger Sherman.
Johnsons grav finns på Episcopal Cemetery i Stratford.